# Cayo Julio Fedro
Cayo o Gayo Julio Fedro  (ca. 14 a. C. - ca. 50 d. C.) fue un fabulista romano, cuya principal aportación fue haber sido el primero en escribir fábulas esópicas en verso.

## Biografía
Pocos datos sobre Fedro son seguros. Su nombre y origen son griegos: él declara en el prólogo al tercer libro de sus fábulas sentirse orgulloso de ser natural de Pieria (Macedonia), hogar de las nueve Piérides, las rivales de las Musas; pero esto puede ser solo una presunción retórica. Fue un hombre bien instruido, y tal vez por eso llegó a Roma como esclavo para dedicarse a la enseñanza. Recibió la libertad de manos de Augusto y desarrolló su actividad literaria durante los reinados de Tiberio, Calígula y Claudio, componiendo cinco libros con 123 fábulas versificadas en latín bajo el título general de Phaedri Augusti Liberti Fabulae Æsopiae / Fábulas esópicas de Fedro, liberto de Augusto. Todos los libros poseen prólogo y epílogo, salvo el primero, que carece de epílogo. Deja en el prólogo primero bien clara su intención:

Fue Esopo el primero en encontrar el material; yo lo pulí en verso senario. Este librito tiene un mérito doble: hace reír a la gente y suministra sabios consejos para conducirse en la vida. A cualquiera que venga a reprocharme injustamente hacer hablar no solo a los animales, sino incluso a los árboles, le recordaré que aquí me estoy divirtiendo con puras ficciones.

Asimismo, en el del lbro II perfila aún más su cometido, quizá previniendo posibles dobles lecturas, como en efecto ocurrió:

El género de Esopo es todo ejemplos; debemos buscar allí tan solo el propósito de sus fábulas: corregir los errores de los hombres y suscitar en ellos una viva emulación. Sea cual sea la naturaleza de una historia, si cautiva y cumple su propósito, se recomienda a sí misma sin nombre de autor. Así que seguiré escrupulosamente los pasos del anciano.

Los dos primeros se divulgaron en época del emperador Tiberio y le valieron un proceso judicial por parte de su favorito Sejano, al parecer por alusiones indiscretas contra el emperador; sigue en ellos muy estrictamente el modelo de Esopo; los tres últimos los escribió ya de edad avanzada, bajo los emperadores Calígula y Claudio, y se permite recurrir también a otras fuentes: anécdotas y hechos históricos protagonizados por personajes humanos, por lo que cabe hablar también de apólogos.

## Publicaciones
Divulgó en cinco libros una colección de fábulas latinas en verso senario yámbico, muy popular y propio de la comedia paliata republicana. Aunque escritores anteriores ya habían adaptado ocasionalmente algunas fábulas sueltas de Esopo, prefirió volver a la fuente general griega en prosa atribuida a Esopo y versificarla. Muchas de sus fábulas están tomadas de este esclavo frigio, a quien a veces consideran legendario; otras, sin duda de fecha más tardía, son originales, proceden de su experiencia personal o se inspiran en la sociedad de su época, y así encontramos relatos de acontecimientos romanos mucho después de la época de Esopo, como "Tiberio y el esclavo" (II.5) y "Augusto y la esposa acusada" (III.9), así como una respuesta personal del poeta a detractores envidiosos (IV.21).
A mediados de la década de los 80 d. C., ya era mencionado e imitado por el epigramista Marcial, quien admira "el travieso humor de Fedro / improbi jocos Phaedri". Su nombre solo volverá aparecer en la obra de otro fabulista posterior, Aviano, en el siglo IV. Algo más tarde, durante la Edad Media, se divulgaron por Europa diversas prosificaciones anónimas de sus fábulas bajo el título de Romulus, algunas de ellas contaminadas con material de otra procedencia. 
En 1596 Pierre Pithou publicó un manuscrito del siglo IX de origen francés bajo el título de Fabularum Aesopiarum libri quinque y el nombre de Fedro empezó a ser conocido por toda Europa y editado al par de Esopo en las antologías del género. A comienzos del siglo XVIII, se descubrió en Parma una copia de otro manuscrito hoy perdido con sesenta y cuatro fábulas, hecha por el arzobispo y gramático Nicolò Perotti hacia 1465; de esas 64 había treinta nuevas agrupadas en la llamada Appendix Perottina; esta copia solo llegó a publicarse en 1808, pero fue sustituida por un manuscrito menos estragado de Perotti encontrado en la biblioteca Vaticana y publicado en 1831. A principios del siglo XX, el erudito sueco Carl Magnus Zander (1845-1923) reconstruyó 30 fábulas más a través de las prosificaciones de los distintos testimonios del Romulus.
Ya en el siglo XVII, encontró a su más fiel imitador y discípulo en el francés Jean de La Fontaine, quien publicó sus Fables en 1668, y el auge del género fabulístico en el siglo XVIII y XIX hizo su nombre generalmente conocido y estimado.

## Características
Como en el prólogo al primer libro señala que da voz también a los árboles y no ha llegado a nosotros ninguna fábula con este personaje, hay que concluir que parte del material se ha perdido. Esta idea se refuerza con el hecho de que algunos libros son desusadamente cortos de material respecto a los demás, seguramente por lagunas de transmisión.
En las ciento veintitrés fábulas de Fedro que se han conservado se aprecia con claridad la intención didáctica, moralizante y satírica que introduce el breve relato, protagonizado preferentemente por animales. En ellas se desarrolla el concepto de protesta social que ya se hallaba en su modelo griego y que parece corresponder a la filosofía cínica, adaptándolo al contenido y a las costumbres de su época. Altivo y ambicioso, quiso conferir al apólogo moralista popular la elegancia y el garbo de la poesía. Su estilo es conciso y elegante, pero no se niega a introducir pasajes en lengua coloquial cuando es preciso, en las escenas dialogadas.
Sin embargo, aunque Fedro confiesa que sólo se limita a representar de forma genérica la vida y las costumbres de los hombres de su tiempo (ipsam vitam et mores hominum ostendere) y no a censurar individuos en el prólogo de su tercer libro, es cierto que veladas alusiones críticas a personajes contemporáneos le valieron la denuncia de Sejano, el poderoso prefecto del pretorio y favorito del emperador Tiberio, y un proceso judicial que perdió lo dejó prácticamente en la ruina, aunque no perdió su condición de liberto y le ayudaron a resarcirse dos caballeros, Eutico y Fileto, a los que dedica los últimos libros.

## Traducciones de lasFábulas de Fedro, liberto de Augusto
Son numerosas las traducciones de fábulas aisladas o de selecciones. Entre las completas, la más conocida al español es la de Francisco Javier de Idiáquez (Burgos, 1775), corregida y anotada luego por José Carrasco, si bien atenuó el texto o lo suprimió cuando consideró que había elementos impúdicos. Juan Antonio González de Valdés, director de la Real Academia Latina Matritense, publicó su traducción en Alcalá de Henares, 1792. La de Francisco de Cepeda (Madrid, 1820) es bilingüe. Son bilingües en latín y castellano, con notas y de autor anónimo, las posteriores publicadas en París, 1844; Valparaíso, 1848; y París: Garnier hermanos, 1869.
Entre las traducciones modernas, pueden citarse la de M. Mañas Núñez, Fedro y Aviano, Fábulas, 1998 y Fedro, Fábulas, traducción de Antonio Cascón Dorado, 2005.